# José Gentil Alves de Carvalho
José Gentil Alves de Carvalho, conhecido como "Coronel José Gentil" (Sobral, 11 de setembro de 1867 – Poços de Caldas, 11 de março de 1941) foi um empresário cearense e criador do Bairro Gentilândia, em Fortaleza.

## Biografia
José Gentil nasceu em Sobral em 11 de setembro de 1867, filho de Antônio Alves de Carvalho e Francisca Cândida Vitorino de Menezes. Ficou órfão de pai aos 12 anos. Com a incumbência de sustentar sua família abriu, com os 10 contos que recebeu de herança, uma pequena loja de tecidos. Acabou se tornando bem sucedido no comércio e na venda de produtos agrícolas, acumulando riqueza. Casou-se em 1886 com Maria Amélia da Frota. Mudou-se para Fortaleza visando investir em negócios ligados à indústria, comércio e serviços.
Estabeleceu-se na nova cidade em 1893. Abdicou dos dois sobrenomes e assumiu o segundo nome próprio como nome de família. Abriu uma loja de tecidos em parceria com alguns parentes. Fundou, no mesmo ano, a firma “Frota & Gentil” juntamente com seu cunhado José Artur da Frota. Em 1917 o estabelecimento ganhou uma seção financeira, e em 1931 se tornou definitivamente um banco, o Banco Frota Gentil S.A., que funcionou até a década de 60. Gentil criou em 1934 a “Imobiliária José Gentil”, que passou a administrar seus negócios imobiliários. O Jornal cearense O Estado caracterizou o Banco e a Imobiliária como “duas das mais importantes organizações comerciais do Ceará”.
Em 1909 comprou uma chácara no Bairro Benfica. Após algumas reformas transformou-a em sua residência. José Gentil loteou terrenos vizinhos à sua residência e construiu vilas e ruas com casas de vários tamanhos e estilos. Algumas para locação, outras para uso particular. Nascia, assim, a "terra dos Gentil": a Gentilândia.
O empreendedor foi líder da Associação Comercial do Ceará durante os anos de 1905-1908 e 1913-1936, ocupando o cargo de presidente efetivo e, posteriormente, o de presidente de honra.
A respeito da Biografia de José Gentil, Francisco de Andrade Barroso afirma que o patriarca “não queria misturar política e negócios, mas aceitou, em certa época, ser eleito Vice Presidente do Ceará”.
As primeiras instituições bancárias do Ceará foram criadas na década de 30 por comerciantes e especuladores de terra urbana. Três dos 5 primeiros bancos cearenses estavam ligados ao comércio e, indiretamente, à agricultura. Dentre eles o Banco Frota Gentil S.A. É neste contexto que José Gentil instala sua base de negócios em Fortaleza.

### Morte
José Gentil faleceu às 14 horas do dia 11 de março de 1941, aos 74 anos, na cidade de Poços de Caldas, após um ataque de angina pectoris. Deixou como herança uma fortuna de 40 mil contos. O cadáver foi transferido do Rio para a capital cearense. A cerimônia de “encomendação” do corpo foi realizada na igreja do próprio bairro do coronel: a Igreja dos Remédios. O enterro aconteceu em 14 de março, aproximadamente às oito da manhã.